# Nausigaster unimaculata
Nausigaster unimaculata är en tvåvingeart som beskrevs av Townsend 1897. Nausigaster unimaculata ingår i släktet Nausigaster och familjen blomflugor. Inga underarter finns listade i Catalogue of Life.